# Rétro-ingénierie assistée par l'IA
 (janvier 2024).
La rétro-ingénierie assistée par l'IA (en anglais : AI-assisted reverse engineering ou AIARE) est un domaine de l'informatique qui fait usage de l'intelligence artificielle (IA) et notamment des stratégies d'apprentissage automatique (ML), pour accélérer et automatiser le processus de rétro-ingénierie.
Cette dernière consiste à décomposer un produit, un système ou un processus afin d'en comprendre la structure, la conception et les fonctionnalités. L'AIARE est apparue au début du XXIe siècle et a connu des progrès majeurs depuis 2010. Elle permet de reproduire une pièce ancienne, de déconstruire un produit concurrent ou de modifier ou améliorer un produit existant.

## Aperçu
Traditionnellement, la rétro-ingénierie est réalisée par des spécialistes qui déconstruisent un système pour en comprendre les principes de fonctionnement, souvent afin d'en permettre la reproduction, la modification, l'amélioration de la compatibilité ou encore l'analyse. Cette méthode, bien qu'efficace, peut s'avérer laborieuse et chronophage, en particulier lorsqu'il s'agit de systèmes logiciels ou matériels complexes,,.
L'AIARE intègre des algorithmes d'apprentissage automatique pour accélérer ou automatiser partiellement ce processus,. Elle est capable de détecter des motifs, des relations, des structures et des vulnérabilités potentielles au sein du système analysé, avec une rapidité et une précision qui dépassent souvent celles des experts humains. Pour ces raisons, l’AIARE est devenue un outil essentiel dans de nombreux domaines, notamment la cybersécurité, le développement de logiciels, ainsi que la conception et l’analyse de matériel.

## Techniques
L'AIARE englobe plusieurs méthodologies d'IA :

### L'apprentissage supervisé
L'apprentissage supervisé utilise des données étiquetées afin d'entraîner des modèles à reconnaître les composants d'un système et à comprendre leur fonctionnement et leurs interactions. Cette méthode est particulièrement utile dans l'analyse de logiciels pour découvrir des vulnérabilités ou améliorer la compatibilité,,.

### L'apprentissage non-supervisé
L'apprentissage non-supervisé est utilisé pour détecter des motifs et des structures dissimulés dans des données non étiquetées. Cette technique s'avère bénéfique pour comprendre des systèmes complexes où il n'y a pas d'étiquetage ou de lien évident entre les composants,.

### L'apprentissage par renforcement
L'apprentissage par renforcement est utilisé pour construire des modèles qui affinent progressivement leur compréhension du système par tâtonnement. Cette méthode est souvent appliquée lors du déchiffrement des fonctionnalités d'un système dans diverses circonstances ou configurations,.

### L'apprentissage profond
L'apprentissage profond est utilisé dans l'analyse de données de haute dimension. Par exemple, les techniques d'apprentissage profond peuvent aider à examiner la structure et les connexions des circuits intégrés (CI), ce qui réduit considérablement l'effort manuel nécessaire à la rétro-ingénierie,.